# Museu Botânico Dr. João Barbosa Rodrigues
O Museu Botânico Dr. João Barbosa Rodrigues (MBot) é um museu público estadual, vinculado ao Instituto de Botânica de São Paulo., que serve como equipamento didático-expositivo. Está localizado no Jardim Botânico de São Paulo, no distrito paulistano do Cursino. Inicialmente idealizado pelo botânico brasileiro Frederico Carlos Hoehne(naturalista que havia fundado o Jardim Botânico de São Paulo), o museu foi inaugurado durante o ano de 1942, em virtude do na época centenário de nascimento de outro botânico, o João Barbosa Rodrigues. O objetivo do museu era de complementar as atividades educativas do Jardim Botânico e incentivar o interesse pela pesquisa em botânica básica e aplicada. Seu acervo, que é dedicado especialmente à flora brasileira, é constituído por exsicatas, exemplares raros de madeiras, amostras de frutos, sementes e essências vegetais de importância econômica etc.

## Histórico
O Museu Botânico Dr. João Barbosa Rodrigues foi originalmente idealizado pelo botânico Frederico Carlos Hoehne. Frederico foi um dos primeiros cientistas a elaborar estudos sistemáticos e de longo prazo em relação a flora brasileira e áreas correlatas, como biogeografia e ecologia. Também foi um dos maiores especialistas em orquídias do país. Além do mais, foi administrador da Seção de Botânica do Instituto Butantã, posteriormente vindo a ocupar o cargo de diretor-superintendente do Departamento de Botânica, entre 1938 e 1941. Ocupou também o cargo de primeiro diretor do Instituto de Botânica de São Paulo, de 1942 a 1952. Foi também o responsável pela implementação do Jardim Botânico de São Paulo, inaugurado em 1938.

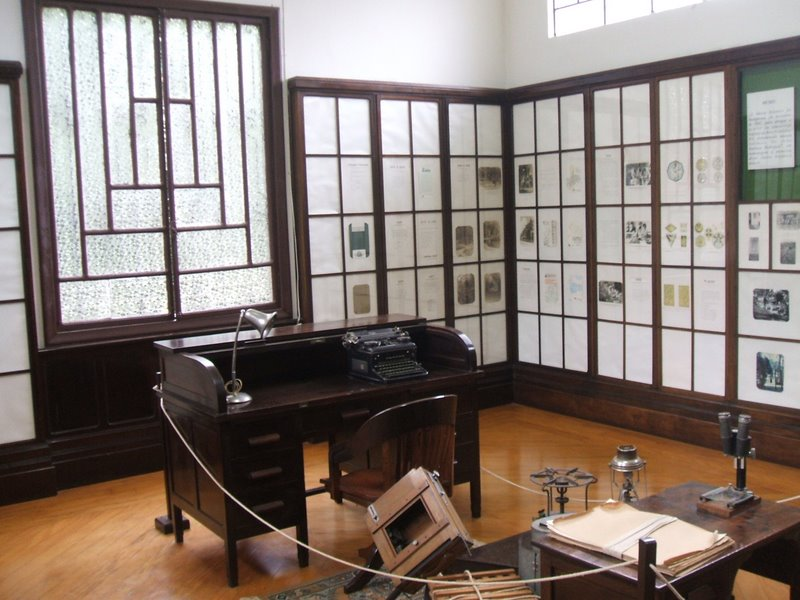
Sala do museu, com fotografias, documentos e materiais de uso de botânicos.

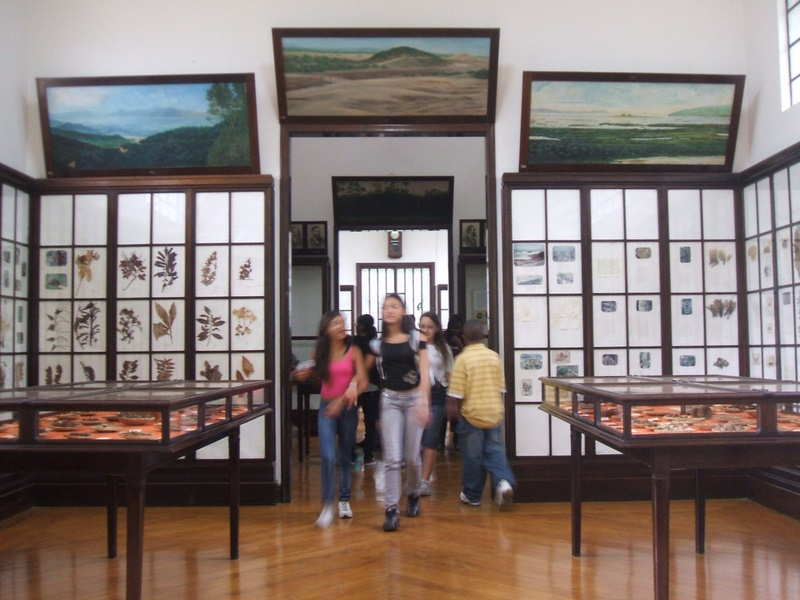
Sala com exsicatas e estudantes em visita.

Desde cedo, Hoehne pregou a necessidade de introduzir na sociedade brasileira, por meio da utilização da educação e da legislação, a compreensão de que era necessária a preservação do patrimônio natural do país. Então, pouco tempo depois da inauguração do Jardim Botânico paulistano, passou a idealizar um museu, que serviria para complementar as atividades didáticas do recém inaugurado órgão didático. Este museu idealizado por Hoehne seria voltado à educação ambiental e ao incentivo ao gosto pela pesquisa na área de botânica.. A construção do mesmo começou em 1940, sendo oficialmente inaugurado após dois anos. A inauguração se deu como parte das comemorações no ano do centenário de nascimento do proeminente naturalista brasileiro João Barbosa Rodrigues. Daí então foi cunhando o nome do museu.
Durante muito tempo, o acervo do museu e o espaço expositivo foram dispostos de maneira a refletir a escala evolutiva dos vegetais pertencentes aos ecossistemas do estado de São Paulo, contando principalmente com exsicatas e de algas a plantas "superiores". Da mesma forma que ocorreu com o Jardim Botânico, o museu atravessa um processo de restruturação no ano de 1991. O projeto museológico tem como um de seus objetivos, a partir de então, fomentar a curiosidade e a compreensão do público, além de despertar a consciência ecológica dos visitantes. Uma das táticas empregadas visando atingir este objetivo foi a aposta em uma mais significativa integração com o espaço onde o museu está inserido.  As exposições permanentes passaram por momentos de reformulação e parte do acervo foi transferido para um herbário no Instituto Biológico.

## Doutor João Barbosa Rodrigues

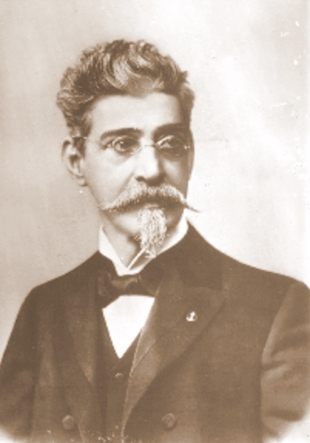
João Barbosa Rodrigues

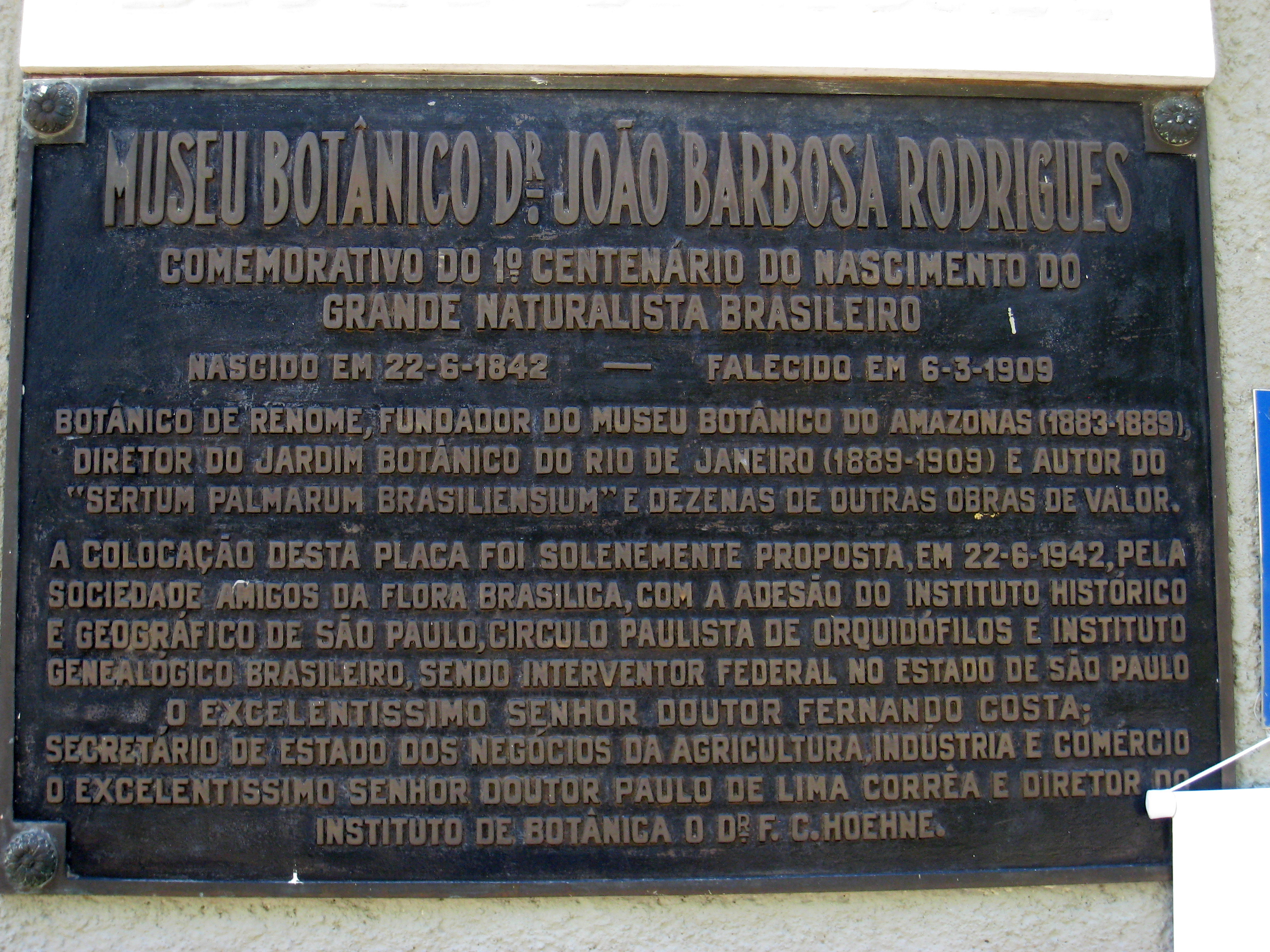
Placa do museu que conta um pouco sobre a vida de João Barbosa Rodrigues

João Barbosa Rodrigues nasceu no estado de Minas Gerais no ano de 1842. Inicialmente se dedicou ao comércio, porém foi engenheiro, naturalista e botânico.. Tornou-se professor de desenho e posteriormente se especializou em botânica. Foi tido como um cientista polêmico, ambicioso, autodidata e astuto. Dedicou-se a trabalhos científicos, sendo até mesmo reconhecido na Europa, onde ele mantinha contato com diversos personagens da comunidade científica. No ano de 1871 João foi encarregado pelo governo imperial de explorar o vale do Amazonas, e em 1883 foi nomeado diretor do Museu Botânico do Amazonas, se dedicando a estudos relacionados a etnologia e botânica no estado do Amazonas.
Em Março de 1890, o doutor foi nomeado diretor do Jardim Botânico do Rio de Janeiro, cargo que exerceu até o seu falecimento. Curiosamente, o doutor residia com sua família no próprio parque..
Suas principais realizações enquanto diretor do Jardim Botânico do Rio de Janeiro foram:
- Desligamento do Jardim Botânico do Instituto Fluminense de Agricultura em 1890 que passou a cumprir a sua atual finalidade cultural e científica.
- Reorganização dos viveiros de plantas e construção de estufa
- Criação da Carpoteca e da Biblioteca
- Colocação do Chafariz Central na aléa das palmeiras
- Mudança do curso do Rio dos Macacos, cujas águas inundavam a área do Jardim, em certas épocas
- Classificação específica dos exemplares cultivados
- Abertura, aterro e ajardinamento de novas áreas
- Aumento considerável da coleção de plantas vivas
- Denominação das alamedas com nomes de antigos diretores
- Plantio de um arboreto
- Primeiros passo para a organização de um herbário
- Liberação total de visitas sem acompanhamento entre abril de 1890 e junho de 1894, quando quase 150.000 pessoas visitaram o parque
- Estabelecimento de um regulamento de policiamento interno para a conservação dos vegetais

## Instalações.

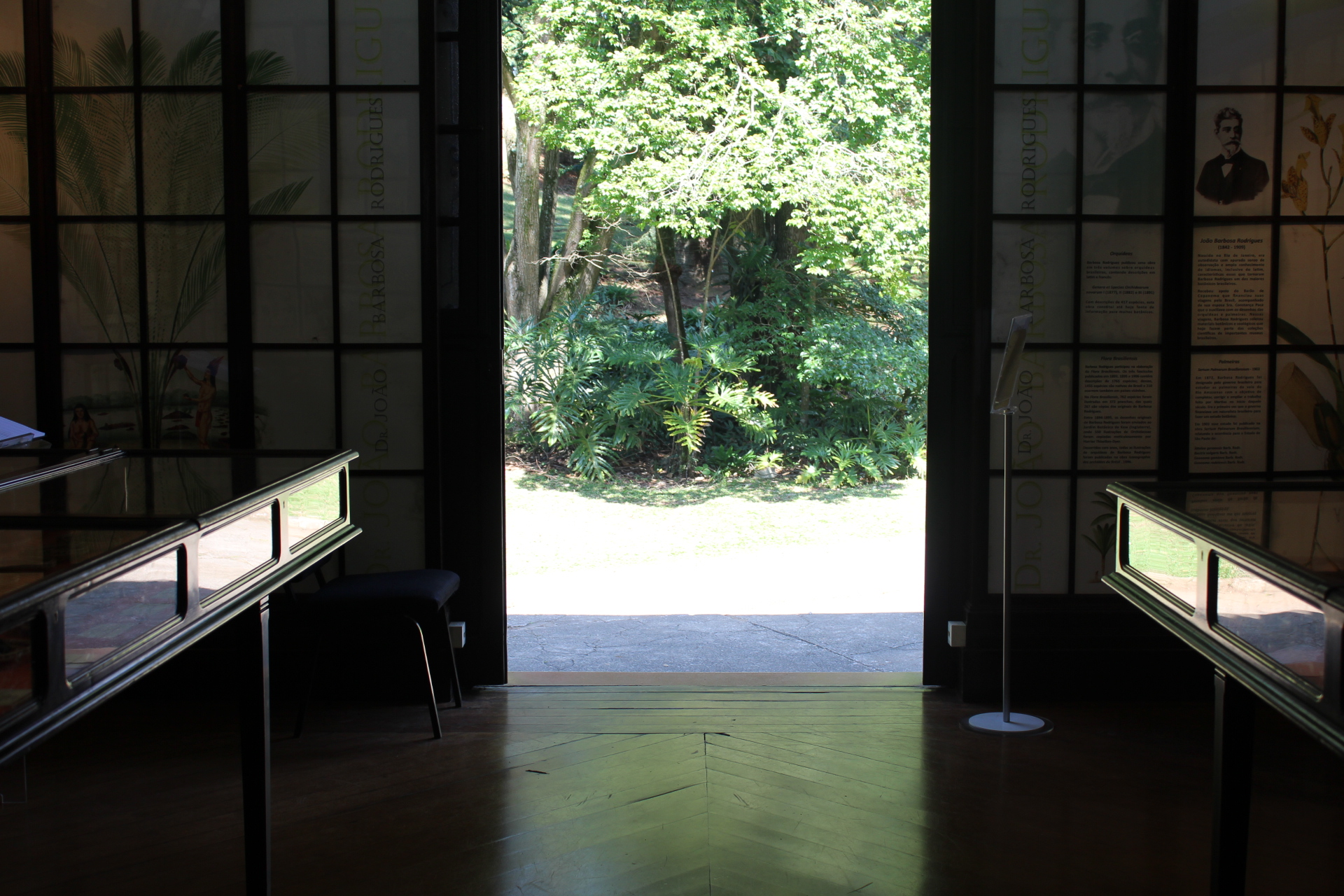
Entrada/saída do museu

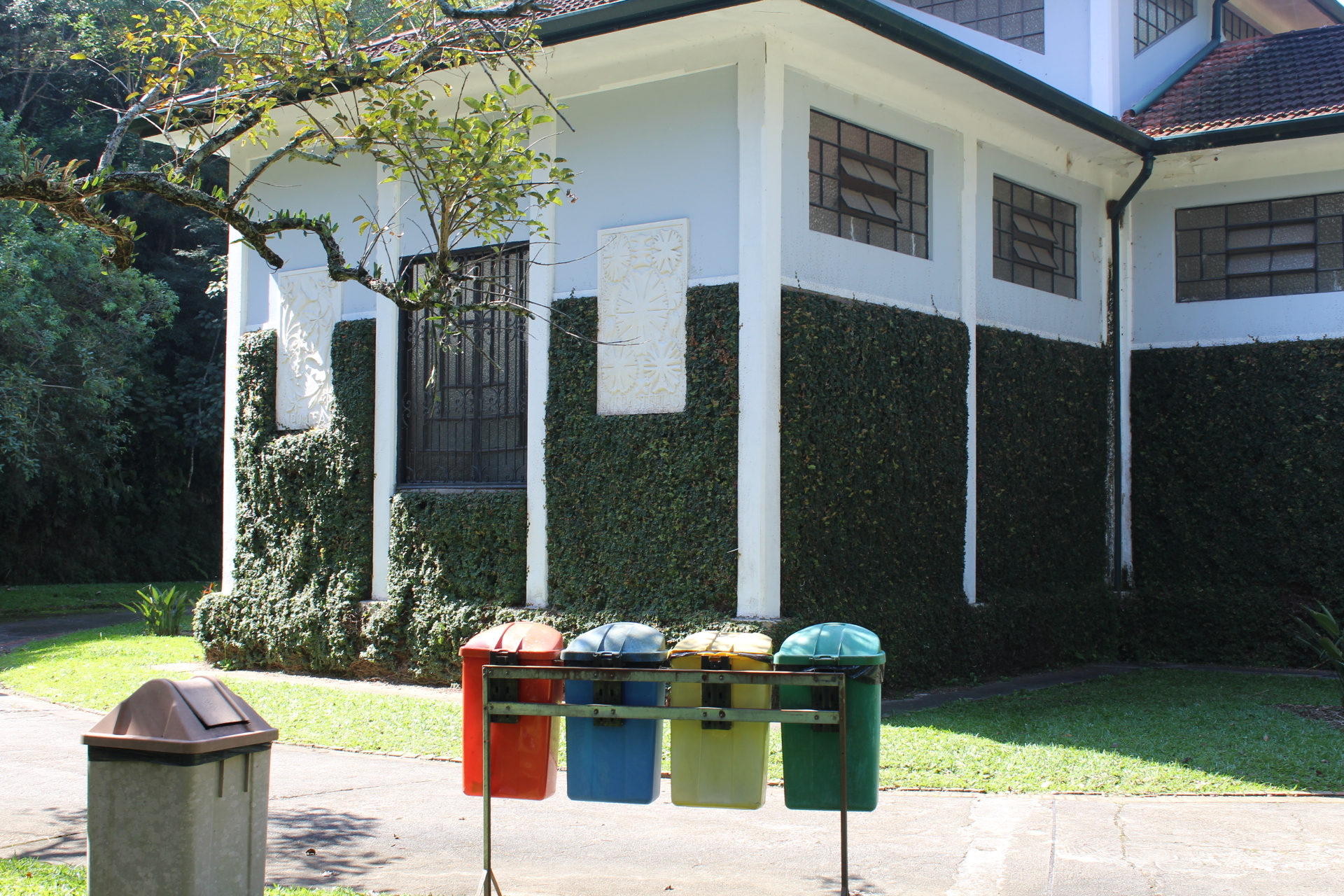
Vista lateral do museu

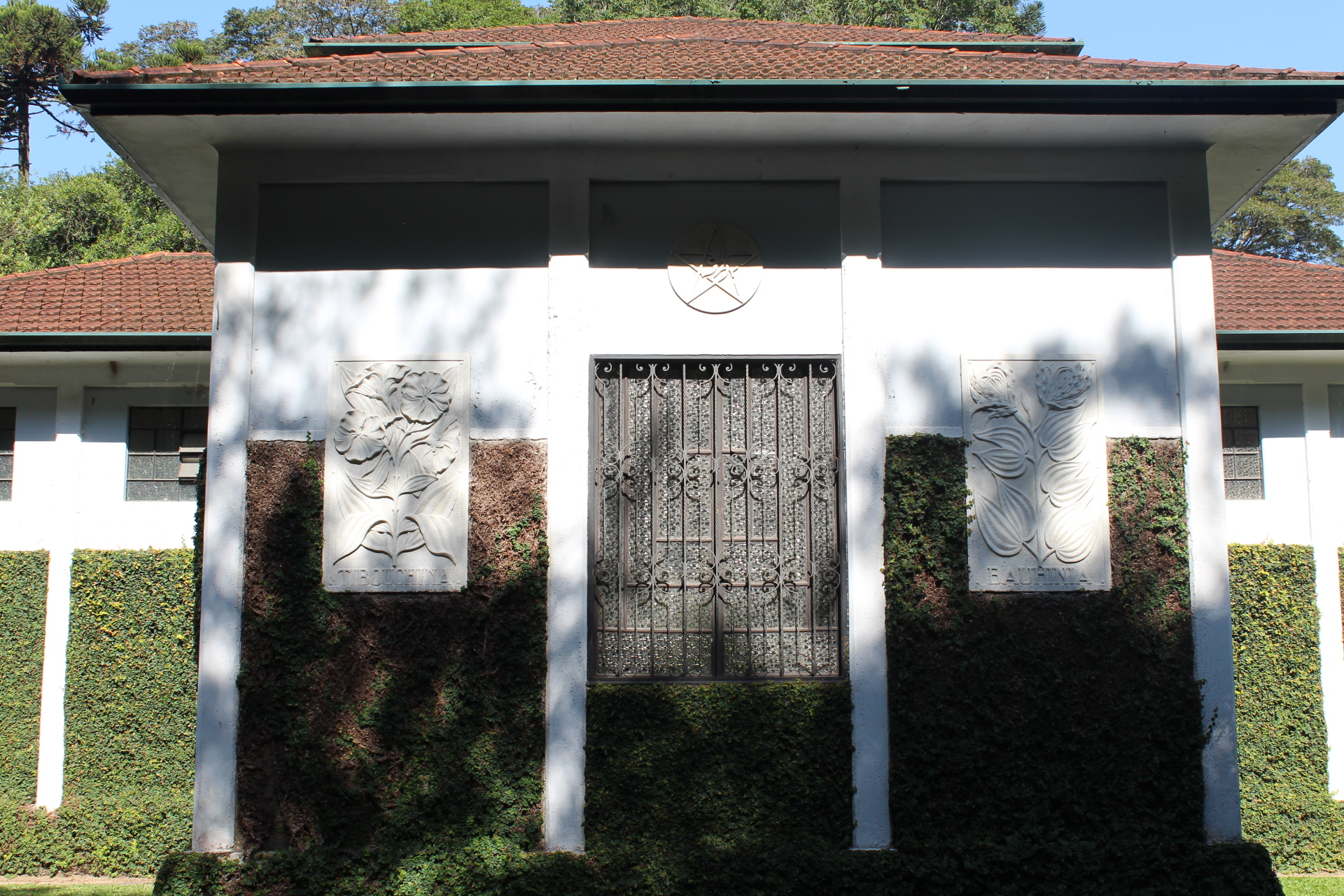
Vista da parte traseira do museu

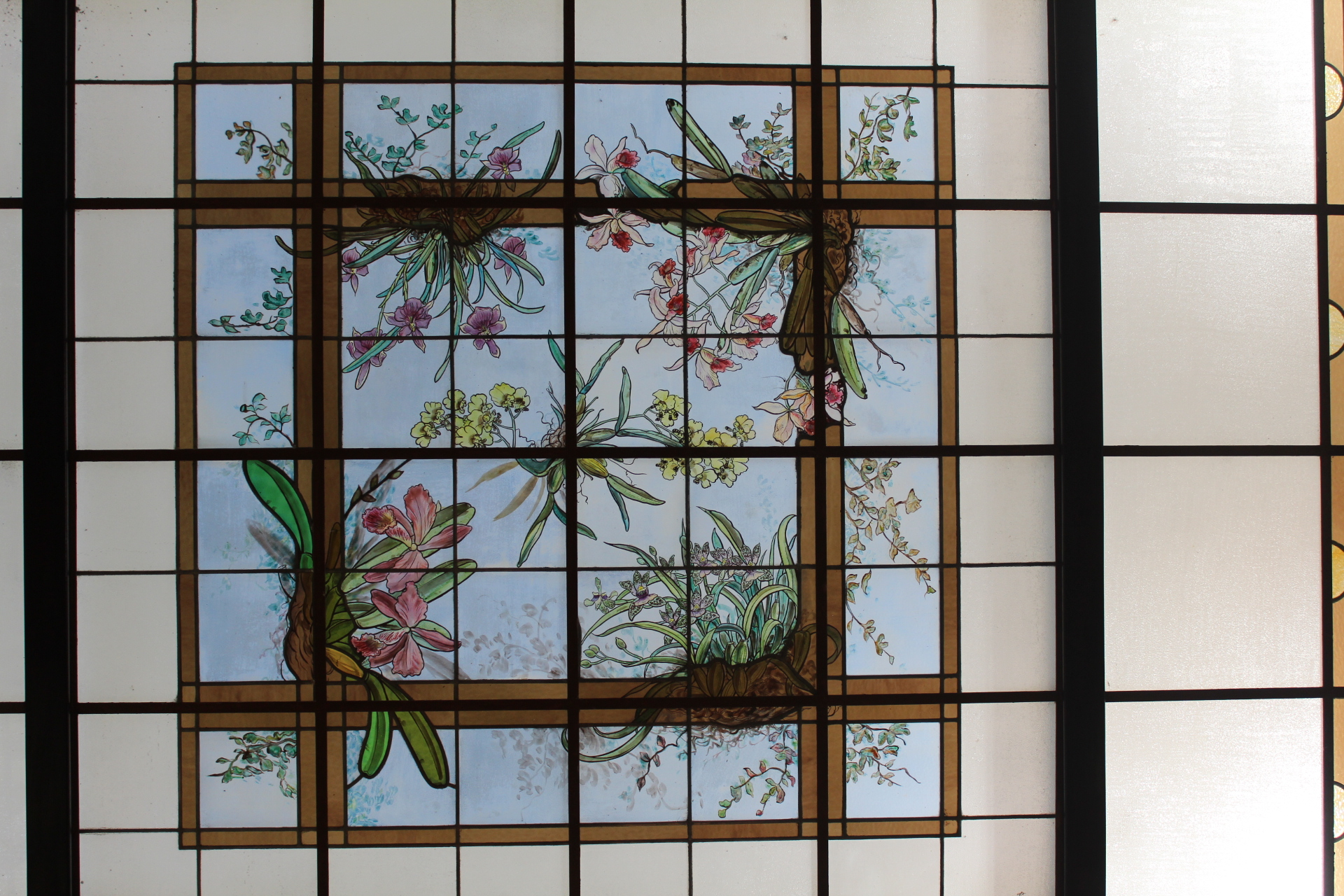
Vitral do teto do museu

O Museu Botânico está inserido no Jardim Botânico de São Paulo e encontra-se localizado em um pequeno edifício em forma de cruz, dividido em cinco ambientes, totalizando 150 metros quadrados. Foi erguido para servir como sede do museu e inaugurado junto com este, no ano de 1942. 
A parte externa é adornada com placas de terracota, ilustrando exemplares da flora brasileira. As paredes internas foram erguidas de maneira que fosse possível serem usadas para a disposição de vitrines com as amostras botânicas.

## Acervo
O museu abriga um conjunto de aproximadamente 1300 exsicatas - plantas secas e herborizadas, que ostentam rótulos com informações para pesquisa, apresentadas segundo o ecossistema em que ocorrem no Estado de São Paulo (mata atlântica, cerrado, mata ciliar, manguezal, vegetação litorânea). A maior parte está localizada no depósito do Herbário Científico “Maria Eneyda P. Kaufmann Fidalgo”, no Instituto Botânico. São exibidas de maneira rotativa, em função do limitado espaço com que conta o museu.

Ainda conserva frutos e sementes característicos dos ecossistemas apresentados, uma seção dedicada a vegetais de importância econômica, com algas, fungos, fibras, óleos e essências vegetais, ademais de exemplares raros de madeiras, fotografias, painéis explicativos, obras de arte e materiais referentes à história do Jardim Botânico de São Paulo.

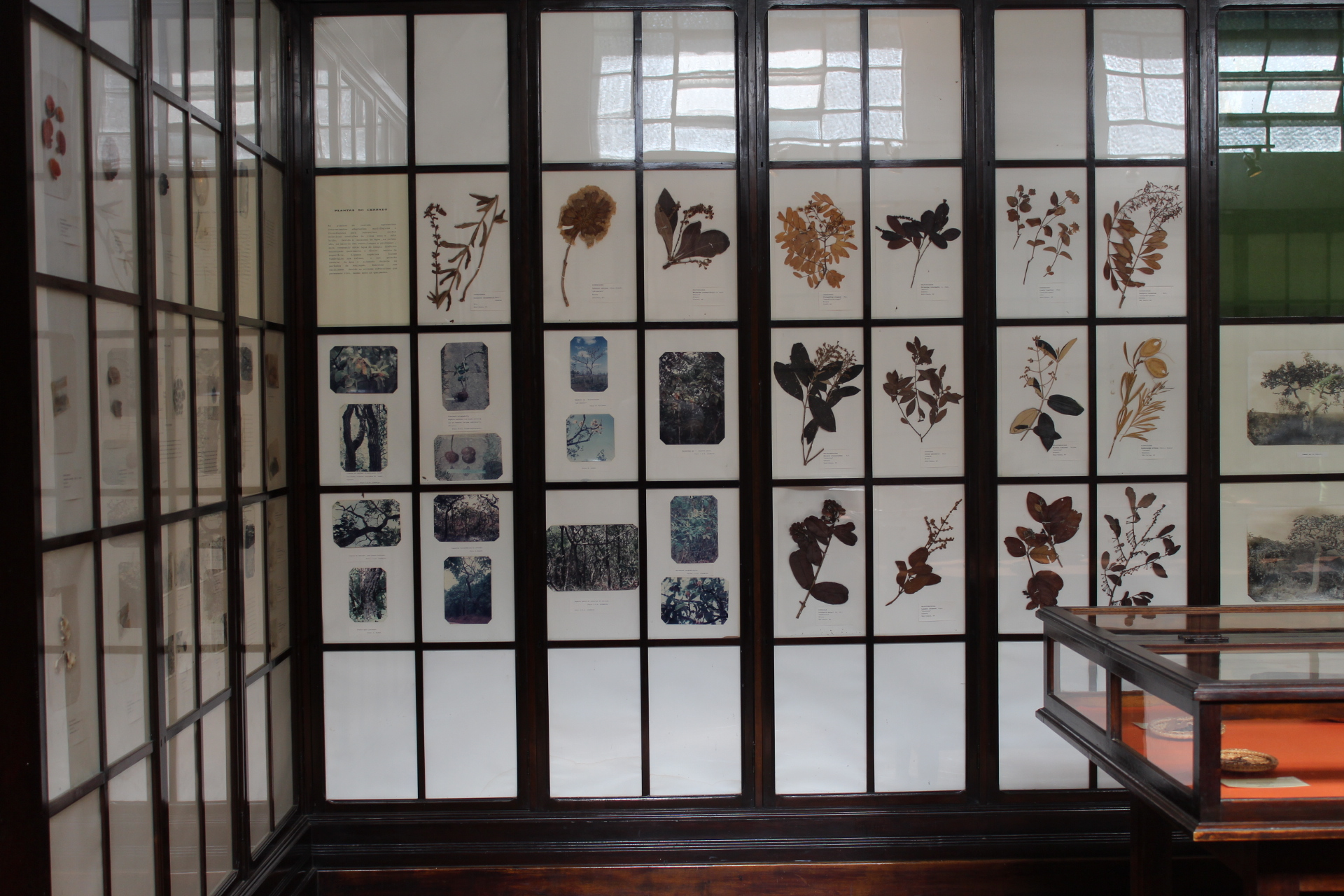
Exemplo de painel do museu

O museu possui exposição permanente que aborda a história do Instituto do Jardim Botânico e da Botânica no Brasil.
Nesta exposição, ademais dos aspectos Botânicos que podem ser tratados pelos professores de Biologia, professores de outras áreas como História, Geografia e Português também podem encontrar diversos elementos que facilitam a abordagem de conteúdos como: Contextualizações históricas desde o século XVI até o século XXI; Grandes expedições científicas; Distribuição geográfica dos biomas Mata Atlântica e Cerrado; Textos descritivos, narrativos, dissertativos; nos documentos históricos pode ser discutida a evolução da língua Portuguesa, alterações ortográficas, etc.

## Museum Selfie Day
No início do ano de 2017, o Museu Botânico Dr. João Barbosa Rodrigues participou da iniciativa internacional chamada "Museum Selfie day",que consiste em uma mobilização internacional espontânea que ocorre em museus por todo mundo. O objetivo desta mobilização é ampliar a divulgação dos museus pela internet a partir de um hábito digital recente(autorretratos feitos através do celular) e promover uma identificação com o público, especialmente os mais jovens. É também uma oportunidade de mostrar que os museus são locais amigáveis, interessantes, movimentados, antenados com as tecnologias e as transformações que elas promovem. Para fazer parte da iniciativa não foi necessária inscrição prévia, bastou apenas postar alguma imagem do museu nas redes sociais utilizando a hashtag #MuseumSelfie. A ação acontece principalmente na rede social Instagram, porém pode migrar para outras redes sociais.  

## Exposição "Atlântica, dos índios a nós"
Em 2011, o Jardim Botânico de São Paulo, mais especificamente sua instalação que abriga o Museu Botânico Dr. João Barbosa Rodrigues, recebeu a turnê da exposição “Atlântica, dos índios a nós”,que fazia parte das atividades do Projeto Darwin - Flora . A exposição foi realizada em comemoração ao Ano Internacional das Florestas. 
A exposição de fotos contou com 52 imagens da Área de Proteção Ambiental Capivari-Monos), uma das maiores áreas verdes cidade de São Paulo, que ocupa cerca de 1/6 de todo município. O destaque da mostra foi a flora, e ainda foram apresentados detalhes da Mata Atlântica da região, a mesma sendo classificada como Floresta Ombrófila Densa Montana. As imagens foram feitas em regiões com pouco número de habitantes e ao longo da Represa Billings. 

A mostra foi produzida nos idiomas inglês e português.

## Ligações Externas
- Página do Instituto Botânico de São Paulo